# Avenida Longwood (línea Pelham)
Avenida Longwood es una estación en la línea Pelham del Metro de Nueva York de la División A del Interborough Rapid Transit Company. La estación se encuentra localizada en el barrio Longwood, Bronx y entre la Avenida Longwood y Southern Boulevard. La estación es servida en varios horarios por diferentes trenes del servicio .